# Mary Brinton
Mary C. Brinton es una socióloga estadounidense. Se desempeña como la directora del Instituto Edwin O. Reischauer de Estudios Japoneses de la Universidad de Harvard.

## Biografía

### Primeros años
Completó su licenciatura en lingüística por la Universidad de Stanford antes de matricularse en la Universidad de Washington (UW) para obtener sus títulos de posgrado. En la Universidad de Washington, completó dos maestrías en Estudios del Área de Japón y Sociología antes de terminar su doctorado.

### Carrera
Al completar su doctorado, se convirtió en profesora asociada de Sociología en la Universidad de Chicago en 1986. En este cargo, aceptó una beca Abe en 1994 del Social Science Research Council para su proyecto de investigación The School-Work Transition: A Comparative Study of Three Industrial Societies. Después de esta beca, coeditó un libro titulado El nuevo institucionalismo en sociología y se convirtió en miembro del Centro de Estudios Avanzados en Ciencias del Comportamiento de la Universidad de Stanford de 1999 a 2000. Luego se convirtió en profesora de Sociología en la Universidad Cornell hasta 2002, cuando se incorporó a la Universidad Harvard como profesora de Sociología del Instituto Reischauer. Como profesora en Harvard en 2006, aceptó una beca Fulbright para ayudar en su proyecto "¿Sin escuela, sin trabajo? El cambiante mercado laboral juvenil en Japón".
Después de su beca Fulbright, comenzó a centrarse en países con baja tasa de natalidad entrevistando a adultos jóvenes sobre sus perspectivas y planes de paternidad. Colaboró con investigadores de España, Japón y Suecia para examinar cómo se miden las actitudes hacia el parto en todos los géneros y cómo han cambiado con el tiempo. Durante este tiempo, Brinton publicó Lost in Transition: Youth, Work, and Instability in Postindustrial Japan a través de Cambridge University Press en 2011 y recibió el Premio del Libro John Whitney Hall del Consejo del Noreste Asiático de la Asociación de Estudios Asiáticos. Posteriormente aceptó una beca del Radcliffe College de 2013 a 2014 para continuar su proyecto comparativo sobre la fertilidad en sociedades postindustriales.
En julio de 2018, fue nombrada directora del Instituto de Estudios Japoneses Edwin O. Reischauer por un período de tres años.

## Publicaciones seleccionadas
La siguiente es una lista de publicaciones seleccionadas:
- Women and the Economic Miracle: Gender and Work in Postwar Japan (1993)
- The New Institutionalism in Sociology (2001)
- Gender and Work (2007)
- Women’s Working Lives in East Asia (2010)
- Lost in Transition: Youth, Work, and Instability in Postindustrial Japan (2011)